# Trae Young
Rayford Trae Young, född 19 september 1998 Lubbock, Texas, är en amerikansk basketspelare, som spelar för Atlanta Hawks i National Basketball Association (NBA). 
Young spelade collegebasket på University of Oklahoma. I NBA:s draft 2018 blev han vald som 5:e totalt av Dallas Mavericks, men utbyttes direkt till Atlanta Hawks.